# ميخائيل بيروبيه
ميخائيل بيروبيه (بالإنجليزية: Michael Bérubé)‏ هو أكاديمي أمريكي، ولد في 1961.